# Waldshut-Tiengen
Waldshut-Tiengen (prononcé en allemand : [ˌvalt͡shuːt ˈtiːŋən]; en alémanique: Waldshuet-Düenge) est une ville allemande située à la frontière suisse, dans le sud-ouest du Bade-Wurtemberg. C'est la ville la plus importante et le chef-lieu de l'arrondissement de Waldshut.
Le rassemblement des villages de Waldshut et de Tiengen afin de créer la ville de Waldshut-Tiengen a eu lieu en 1975, amenant la population totale à plus de 20 000 habitants. Le 1er juillet 1976 la ville obtient le statut de Grande ville d'arrondissement (Große Kreisstadt) de la part du gouvernement du Bade-Wurtemberg. Waldshut-Tiengen fait également partie d'une communauté des communes (Vereinbarte Verwaltungsgemeinschaft) avec les communes de Dogern, Lauchringen et Weilheim.

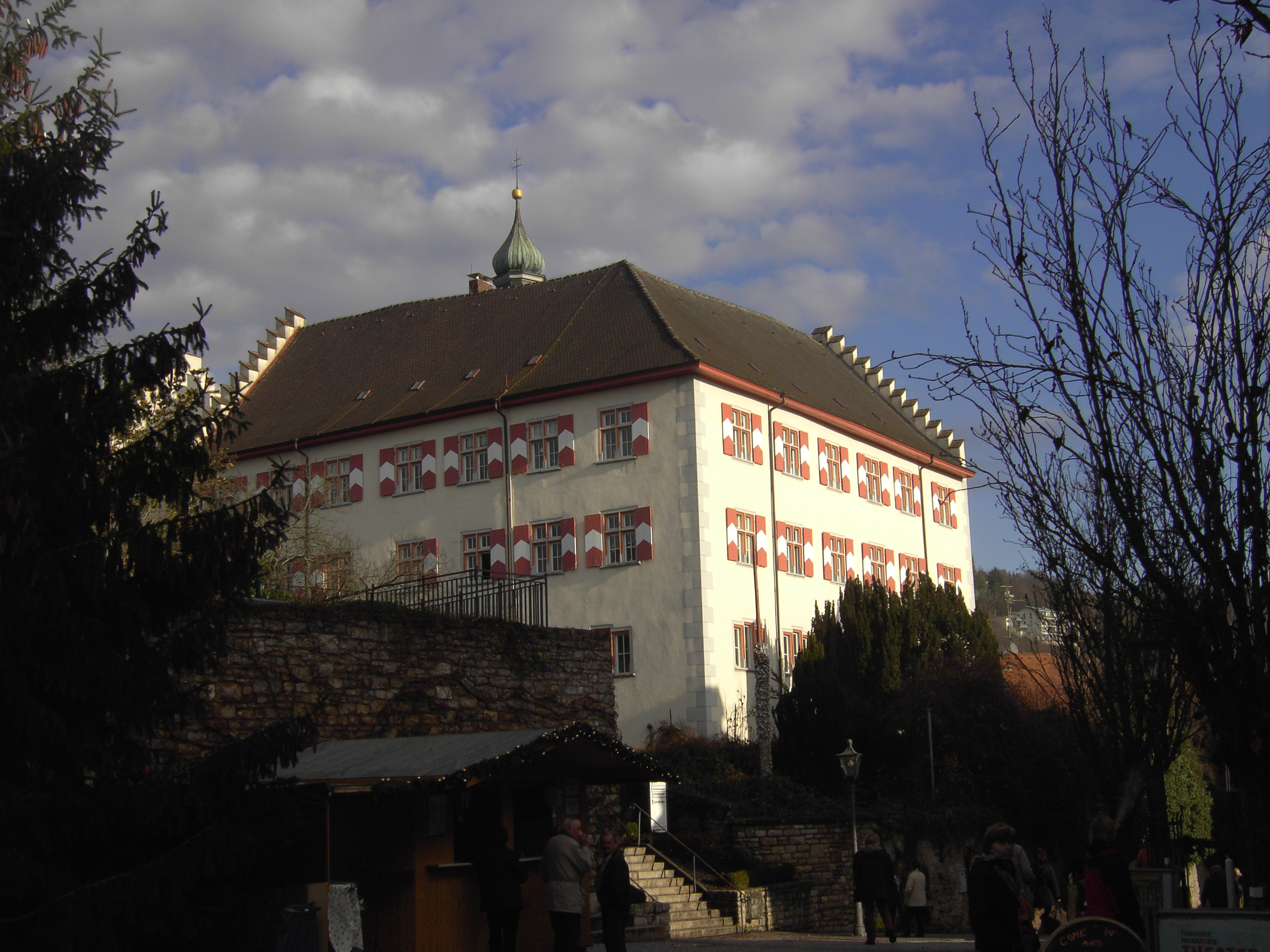
Château de Tiengen

## Géographie
La ville de Waldshut-Tiengen est située à l’extrême sud de la Forêt-Noire, sur les bords du Rhin, frontière naturelle à cet endroit entre l'Allemagne et la Suisse. La rivière Aar se déverse dans le Rhin à environ 2 km à l'est de Waldshut, tandis que la Wutach rencontre le Rhin à côté de Tiengen. Dans les environs de la commune, on trouve également les rivières Steina et Schlücht, qui se déversent toutes deux dans la Wutach. Ce qui a valu à Tiengen d'être surnommée la ville des quatre vallées (Viertälerstadt).
Au sud de Waldshut se dresse la Chindlistein, un mégalithe longtemps associé à des rituels de fertilité.

### Villes alentour
Dans le sens des aiguilles d'une montre et à partir de l'ouest, on trouve autour de Waldshut-Tiengen les villes et villages suivants : Dogern, Albbruck, Weilheim, Ühlingen-Birkendorf, Wutöschingen, Lauchringen and Küssaberg (dans le district de Waldshut) et plus loin, sur l'autre rive du Rhin : Koblenz, Leuggern et Full-Reuenthal (dans le canton d'Argovie, Suisse).

### Composition
La commune est composée des villages de Waldshut, Tiengen, et neuf communes petit à petit incluses dans les deux villes principales. Ces communes sont Aichen (avec Gutenburg), Breitenfeld, Detzeln, Eschbach, Gurtweil, Indlekofen, Krenkingen, Oberalpfen and Waldkirch (avec Gaiß et Schmitzingen). Pour ces neuf communes indépendantes par le passé, ainsi que la commune de Schmitzingen (qui faisait partie de Waldkirch), des localités (Ortschaften) ont été constituées. Localité dans le sens d'entité municipale comme défini par les textes de loi du Bade-Wurtenberg, ce qui signifie que chaque commune a un conseil communal élu par le peuple lors des élections municipales, et chaque conseil un président ou une présidente.

## Histoire
| Appartenances historiques Duché d'Autriche 1278–1453 Archiduché d'Autriche 1453–1801 Duché de Modène-Brisgau 1801–1805 Électorat de Bade 1805–1806 Grand-duché de Bade 1806–1918 République de Weimar 1918–1933 Reich allemand 1933–1945 Allemagne occupée 1945–1949 Allemagne 1949–présent |

- 4 octobre 1796, combat de Waldshut ou la 38e demi-brigade se trouve engagée.

Jusqu'en 1803, Waldshut fait partie de l'Autriche antérieure. Tiengen/Hochrhein (Tiengen/Oberrhein jusqu'au 2 septembre 1964) était la résidence des Landgraves de Klettgau et appartenait donc aux comtes de Sulz, puis, à l'extinction de la lignée, aux Princes de Schwarzenberg.
Gurtweil appartient à l'Abbaye de Saint-Gall (Suisse), puis au monastère de Rheinau (Suisse), et après la guerre de 30 Ans, au monastère bénédictin de Saint-Blaise, en Forêt-Noire.
Pendant la guerre de Waldshut en 1468 - un conflit local pour la gouvernance du sud de la région de la Forêt-Noire - Tiengen est intégrée dans la Confédération suisse (Eidgenossenschaft), alors que Waldshut est assiégée et en partie détruite.

En 1805, Waldshut est rattachée à l'électorat de Bade et devient le siège d'un Amt, changeant souvent jusqu'en 1939 où il se transforme alors pour le district de Waldshut. En 1973, l'étendue du district est augmentée grâce à la réforme municipale.
De même, Tiengen est rattachée au Pays de Bade en 1806 et appartient à l'Amt de Klettgau, et en 1812 à l'Amt régional de Tiengen, qui est à son tour aboli en 1819. Depuis lors, la ville fait partie de l'Amt régional de Waldshut.

## Politique

### Maires de la ville

#### Maires de Waldshut
- -1810 : Karl Josef Haitz
- 1810-1817 : Ignaz Straubhaar
- 1817-1819 : Martin Bähr
- 1819-1830 : Johann Jakob Soder
- 1830-1834 : Anton Bähr
- 1834-1840 : Balthasar Merzler
- 1840-1865 : Vinzenz Bürgi
- 1865-1878 : Gustav Straubhaar
- 1878-1885 : Karl Frowin Mayer
- 1885-1894 : Alois Lang
- 1894-1910 : Leopold Büchele
- 1910-1923 : Leopold Kupferschmid
- 1924-1931 : Dr Paul Horster
- 1932-1942 : Albert Wild
- 1942-1945 : August Birkenmeier
- 1945-1957 : Hermann Dietsche
- 1965-1975 : Dr Friedrich Wilhelm Utsch

#### Maires de Tiengen
- -1824 : Melchior Rutschmann
- 1824-1838 : Xaver Kaiser
- 1839-1861 : Franz Xaver Rutschmann
- 1861-1873 : Ludwig Thoma
- 1873-1879 : Franz Joseph Seeger
- 1879-1885 : Joseph Bindert
- 1885-1907 : Heinrich Maier
- 1907-1917 : Karl Pfister
- 1919-1927 : Wilhelm Haiß
- 1927-1934 : Dr Josef Frantzen
- 1935-1945 : Wilhelm Gutmann, NSDAP
- 1945 : Ernst Herion
- 1945-1946 : Alois Multerer
- 1946-1948 : Alfons Kirchgäßner (suspendu en 1947-48, remplacé par Josef Hürst)
- 1948-1951 : Josef Hürst
- 1951-1961 : Georg Möllmann
- 1961-1975 : Franz Schmidt

#### Maires de Waldshut-Tiengen depuis 1975
- 1975-1994 : Franz-Joseph Dresen
- 1994-2015 : Martin Albers
- 2015 : Philipp Frank

## Personnalités liées à la ville
- Karl Lauck (1840-1906), homme politique, mort à Waldshut.
- Ernst Adolf Birkenmayer (1842-1916), homme politique, mort à Waldshut.
- Alfred Schulze-Hinrichs (1899-1972), officier de marine, mort à Waldshut-Tiengen.
- Karl-Friedrich Merten (1905-1993), militaire, mort à Waldshut-Tiengen.
- Winfried Vogt (1945-1989), pilote automobile né à Tiengen et mort à Waldshut-Tiengen

## Jumelages
- Lewes (Angleterre) depuis 1963
- Blois, France, depuis 30 juin 1963

Pour plus de détails concernant la naissance de ces jumelages, voir l'article Histoire de la cité scolaire Augustin-Thierry.
- Courtenay, France